# Alchemilla andringitrensis
Alchemilla andringitrensis är en rosväxtart som beskrevs av Viguier och De Wild.. Alchemilla andringitrensis ingår i släktet daggkåpor, och familjen rosväxter. Inga underarter finns listade i Catalogue of Life.